# Xanthorhoe poseata
Xanthorhoe poseata là một loài bướm đêm trong họ Geometridae.